# Наньши
Район Наньши́ (кит. упр. 南市区, пиньинь Nánshì qū, буквально: «южный город») — бывший район городского подчинения городского округа Баодин провинции Хэбэй (КНР).

## История
В 1953 году 1-й и 4-й районы Баодина были объединены в новый район, который в 1955 году получил название «Наньши». В 1959 году районы Бэйши и Наньши были объединены в район Лудун (路东区, букв. «к востоку от дороги»). В 1960 году районы Луси и Лудун были объединены в район Шицюй (市区, букв. «городской район»). В 1961 году район Шицюй был разделён на районы Синьши, Юнхуа (永华区), Юйхуа (裕华区) и Синхуа (新华区). В 1962 году южные половины районов Юйхуа и Синхуа были объединены в район Наньши. В 1987 году был ликвидирован Пригородный район (郊区), и часть его территории была передана району Бэйши.
28 апреля 2015 года районы Бэйши и Наньши были объединены в район Ляньчи.

## Административное деление
Район Наньши делится на 5 уличных комитетов и 4 волости.